# Gadougou I
Gadougou I è un comune rurale del Mali facente parte del circondario di Kita, nella regione di Kayes.
Il comune è composto da 17 nuclei abitati:
- Balenko
- Dakamakania
- Djougoufing
- Doumbaga
- Faloya
- Farabalé
- Gakouroukoto
- Kamita
- Kéniéto
- Kountougoun
- Lenguekoto
- Makanakoto
- Sagabari (centro principale)
- Sanfinia
- Ségouna
- Sita Oulen
- Tagabarissan